# Pusta Dąbrówka
Pusta Dąbrówka – wieś w Polsce położona w województwie kujawsko-pomorskim, w powiecie golubsko-dobrzyńskim, w gminie Golub-Dobrzyń.
W Dąbrówce urodził się Józef Jasiński (1891–1920), chorąży Wojska Polskiego, pośmiertnie odznaczony Orderem Virtuti Militari i mianowany podporucznikiem.

## Podział administracyjny
W latach 1975–1998 miejscowość administracyjnie należała do województwa toruńskiego.

## Demografia
Według Narodowego Spisu Powszechnego (III 2011 r.) wieś liczyła 233 mieszkańców. Jest siedemnastą co do wielkości miejscowością gminy Golub-Dobrzyń.

## Zabytki
Według rejestru zabytków NID na listę zabytków wpisany jest park dworski z 2 poł. XIX w., nr rej.: A/624 z 22.11.1984.